# Wilhelm von Leslie
Wilhelm von Leslie, chiamato anche Viljem Leslie o William Leslie (Ecosse, 1657 – Lubiana, 4 aprile 1727), è stato un vescovo cattolico austriaco.

## Biografia
Era figlio di Jakob von Leslie e della principessa Maria Teresa von Liechtenstein. Studiò filosofia, teologia e diritto canonico a Graz, Vienna e infine a Roma, dove, nel 1698, conseguì il dottorato in teologia e utroque jure.
A partire dal 1702 insegnò teologia all'Università di Padova e poco dopo fu nominato consigliere dell'imperatore Leopoldo I. Fu preposito di Eisgarn (1700-1703) e abate di Spišský Štiavnik, nell'odierna Slovacchia, prima di ottenere, nel 1703, la nomina a pievano di Vuzenica.
Il patriarca di Aquileia Dionisio Delfino lo scelse come arcidiacono della Saunia o Savinja il 16 ottobre 1704, incarico che ricoprì fino agli inizi del 1715.
Nel 1710, per volontà dell'imperatore Giuseppe I, del quale era consigliere, divenne vescovo ausiliare di Trieste.
Grazie all'imperatore Carlo VI ottenne l'abbazia di Ardagger e nel 1716 fu nominato vescovo di Vác, in Ungheria.
Dal 6 aprile 1718 fu vescovo di Lubiana.
Morì il 4 aprile 1727 a Lubiana, dove è sepolto.

## Genealogia episcopale e successione apostolica
La genealogia episcopale è:
- Cardinale Scipione Rebiba
- Cardinale Giulio Antonio Santori
- Cardinale Girolamo Bernerio, O.P.
- Arcivescovo Galeazzo Sanvitale
- Cardinale Ludovico Ludovisi
- Cardinale Luigi Caetani
- Cardinale Ulderico Carpegna
- Cardinale Paluzzo Paluzzi Altieri degli Albertoni
- Cardinale Gaspare Carpegna
- Cardinale Giulio Piazza
- Vescovo Wilhelm von Leslie

La successione apostolica è:
- Vescovo Giuseppe Antonio Delmestri von Schönberg (1718)
- Vescovo Lucas Sartorius Delmestri von Schönberg (1724)